# Gudrun Vollmuth

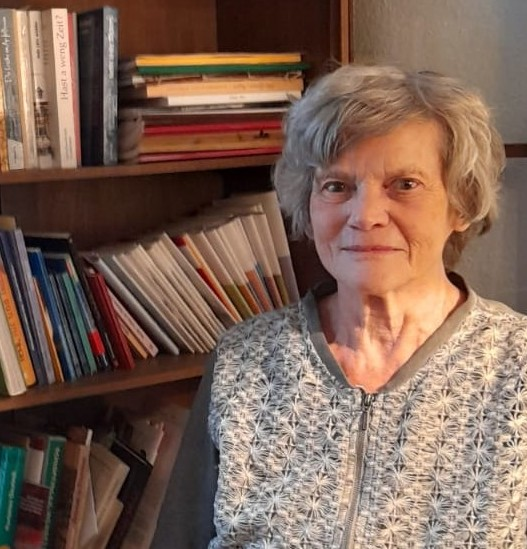
Gudrun Vollmuth, 2021

Gudrun Vollmuth (geboren 24. April 1941 in Nürnberg) ist eine deutsche Autorin. Sie ist Gründerin und Leiterin der Schreibwerkstatt Wendelstein.

## Leben
Gudrun Vollmuth wurde in Nürnberg geboren. Noch als Kleinkind zog sie aufgrund der Kriegs- und Nachkriegszustände nach Röthenbach bei Sankt Wolfgang / Wendelstein um. Während der Schulzeit waren Lesen, Radio hören (Schulfunk), Naturbeobachtungen und Schreiben ihre Hobbys. Vollmuth machte die Mittlere Reife an der städtischen Handelsschule Nürnberg. 1958 übernahm sie eine kaufmännische Tätigkeit bei der Stadt Nürnberg. Ab 1972 war sie als freie Mitarbeiterin beim Schwabacher Tagblatt tätig. Von 1976 bis 2001 leitete sie die Gemeindebücherei Wendelstein. Seit 1961 ist sie verheiratet und hat zwei Kinder. Sie lebt in Wendelstein bei Nürnberg.
Vollmuth absolvierte ein Fernstudium „Kreatives Schreiben“ in Berlin bei Lutz von Werder. Sie ist Mitglied der Neuen Gesellschaft für Literatur (NGL) Erlangen. Neben Veröffentlichungen in Anthologien, Workshops und Literaturprojekten hält sie Lesungen eigener Texte in Mundart und Hochsprache im fränkischen Raum, spricht Mundarttexte im Rundfunk und schreibt Theaterstücke.
Seit 1989 forscht und schreibt Vollmuth zu dem Arbeiterschriftsteller Adam Scharrer (geb. in Kleinschwarzenlohe/Wendelstein). Infolgedessen initiierte sie die Einrichtung des Adam-Scharrer-Zimmers in der Gemeindebücherei Wendelstein. 2006 gab sie zusammen mit Bernd G. Bauske Scharrers Buch „Aus der Art geschlagen – Fränkische Dorfgeschichten“ heraus.

## Schreibwerkstatt Wendelstein
1981 begann Vollmuth Schreibkurse an der VHS im Landkreis Roth und bei der Stadt Nürnberg abzuhalten. Aus diesen Kursen entstand im selben Jahr die „Schreibwerkstatt Wendelstein“, deren Leiterin sie noch heute ist. In Wendelstein lebten und arbeiteten seit Jahrhunderten kleine Handwerker (hauptsächlich Drechsler und Metalldrücker). Der Name „Schreibwerkstatt Wendelstein“ ist eine Hommage an dieses alte Gewerbe. Bei den Treffen der Mitglieder der Schreibwerkstatt wird an Texten und gemeinsamen Projekten gearbeitet.
Im Laufe der Jahre hat Vollmuth unter dem Namen „Schreibwerkstatt Wendelstein“ über 40 Bücher und Broschüren herausgegeben, unter anderem beim wek Verlag Treuchtlingen/Berlin und bei arts&words Nürnberg. Inhalt der Werke ist die Region Franken. Die Geschichten und Gedichte handeln von der Landschaft, den Menschen und Brauchtum und werden von Teilnehmern der Schreibwerkstatt und Gastautoren in Hochdeutsch und in ostfränkischer Mundart verfasst. In allen Bänden sind Texte von Gudrun Vollmuth enthalten. Das 2013 erschienene Buch Das bittersüße ehrlich’ Leben – Hans Sachs und seine Kunigunde umfasst Originalwerke von Hans Sachs und fiktive Geschichten über seine aus Wendelstein stammende Frau Kunigunde Creutzer, ihren Alltag auf dem elterlichen Hof, die Arbeit im Frühling auf dem Hof, und das erste überraschende Treffen Kunigundes mit Hans Sachs, „als dieser passende Gänsefedern für seine Schreibarbeit bei einem Wendelsteinbesuch sucht“. Das Buch sei „ein weiterer wichtiger Mosaikstein für die Geschichte der Marktgemeinde“, so Werner Langhans, der 1. Bürgermeister von Wendelstein, bei der Buchvorstellung.
Vollmuth hat bei ihren literarischen Buchprojekten auch Schüler und Schulklassen aus der Region mit einbezogen. Ein Beispiel dafür ist das Buchprojekt „Nachts in der Bücherei“, bei dem neben vielen Autoren auch zwei Schulklassen mitgewirkt haben. „Gudrun Vollmuth weiß aus ihrer Zeit als Leiterin der Bücherei, dass die Lese- und Schreibkompetenz bereits in jungen Jahren gefördert werden muss“, meint Bürgermeister Werner Langhans. Vollmuth selber war es dabei wichtig, dass „die Kinder und Jugendlichen später ein eigenes Büchlein in Händen halten und ihre Texte auch öffentlich darbieten können“.

## Auszeichnungen
2018 erhielt Vollmuth den Kulturpreis der Marktgemeinde Wendelstein für ihr literarisch-kulturelles Gesamtwirken. Klaus Vogel, der 2. Bürgermeister der Gemeinde Wendelstein, sagte in seiner Laudatio zur Übergabe der Ehrenurkunde: „Der Begriff Schreibwerkstat hat sich in der Wendelsteiner Kulturlandschaft schon längst zu einem feststehenden Begriff eingeprägt, untrennbar mit unserer Preisträgerin verbunden. Die fränkische Schreibszene habe durch Vollmuth eine Vernetzung erfahren, von der alle profitieren.“

## Werk (Auszug)
Herausgeberschaft unter dem Autorennamen „Schreibwerkstatt Wendelstein“
- Im Reichswald: ein Lesebuch für realistische und romantische Menschen. Schreibwerkstatt Wendelstein, Gudrun Vollmuth (Hrsg.), wek Verlag, Treuchtlingen-Berlin 1993, ISBN 978-3-924828-59-2.
- Gärten und Gärtla in und um Nürnberg: ein Lesebuch nicht nur für Gärtnerinnen und Gärtner. Schreibwerkstatt Wendelstein, Gudrun Vollmuth (Hrsg.), wek Verlag, Treuchtlingen-Berlin, 1995, ISBN 978-3-924828-67-7.
- Auf der fränkischen Eisenbahn: ein Lesebuch über Züge, Bahnhöfe und Menschen. Schreibwerkstatt Wendelstein, Gudrun Vollmuth (Hrsg.), wek Verlag, Treuchtlingen-Berlin, 1997, ISBN 978-3-924828-80-6.
- Marktplatz Franken: ein Lesebuch über Handel und Wandel. Schreibwerkstatt Wendelstein, Gudrun Vollmuth (Hrsg.), wek Verlag, Treuchtlingen-Berlin, 1999, ISBN 978-3-934145-02-3.
- Sei amol still und horch zu: ein fränkisches Lesebuch zur Winter- und Weihnachtszeit. Schreibwerkstatt Wendelstein, Gudrun Vollmuth (Hrsg.), wek Verlag, Treuchtlingen-Berlin, 2001, ISBN 978-3-934145-10-8.
- Von Ufer zu Ufer: Brücken in Franken; ein Lesebuch. Schreibwerkstatt Wendelstein, Gudrun Vollmuth (Hrsg.), wek Verlag, Treuchtlingen-Berlin, 2003, ISBN 978-3-934145-21-4.
- Hast a weng Zeit: Fränkisches rund um Weihnachten. Schreibwerkstatt Wendelstein, Gudrun Vollmuth (Hrsg.), wek Verlag, Treuchtlingen-Berlin, 2005, ISBN 978-3-934145-28-3.
- Komm in meine Laube! Blütenlese in fränkischen Gärten. Schreibwerkstatt Wendelstein, wek Verlag, Treuchtlingen-Berlin 2007, ISBN 978-3-934145-52-8.
- Beim Flaschner – Wendelsteiner Leben rund um den „Goldenen Stern“. Schreibwerkstatt Wendelstein, Seifert Verlag, 2007, ISBN 978-3-00-023328-9.
- Verwurzelt in Franken: Geschichten und Gedichte rund um das Freilandmuseum. Schreibwerkstatt Wendelstein, wek Verlag, Treuchtlingen-Berlin 2009, ISBN 978-3-934145-69-6.[9]
- Spielzeugland – Vom Wiechergaul zur Playstation. Schreibwerkstatt Wendelstein, wek Verlag, Treuchtlingen-Berlin 2011, ISBN 978-3-934145-82-5.
- Das bittersüße ehlich Leben – Hans Sachs und seine Kunigunde.  Schreibwerkstatt Wendelstein, wek Verlag, Treuchtlingen-Berlin 2013, ISBN 978-3-934145-89-4.
- Jeds Jahr widder – Geschichten und Gedichte zur Weihnachtszeit.  Schreibwerkstatt Wendelstein, wek Verlag, Treuchtlingen-Berlin 2014, ISBN 978-3-934145-93-1.
- Die Leiche im Apfelbaum – mörderische Geschichten. Schreibwerkstatt Wendelstein, Gudrun Vollmuth (Hrsg.), art&words Verlag, Nürnberg 2016, ISBN 978-3-943140-57-6.
- Nachts in der Bücherei – Wendelsteiner Geschichten. Schreibwerkstatt Wendelstein, Gudrun Vollmuth (Hrsg.), art&words Verlag, Nürnberg 2018, ISBN 978-3-943140-63-7.

In Anthologien
- Texte in Fund im Sand. Neue Gesellschaft für Literatur Erlangen 1976–2000, München, Bad Windsheim 2000, ISBN 3-7689-0264-1.
- Texte in dreißig. Anthologie. Neue Gesellschaft für Literatur Erlangen, Vetter-Verlag Geldersheim, 2007, ISBN 3-9811065-0-4.
- Texte in Ein Haus aus Sternsteinen bauen. Anlässlich des 80. Geburtstags von Inge Obermayer, Neue Gesellschaft für Literatur Erlangen, Spätlese Verlag, 2008, ISBN 978-3-924461-24-9.
- „Alle Vögel fliegen hoch“. In: Wortgefährten Weggefährten, zum 70. Geburtstag von Wolf Peter Schnetz. Festschrift, Verband deutscher Schriftsteller Ostbayern, Regensburg 2009, S. 50.[10]
- „Ich sachs durch Blumer“. In: Windschatten der Stimmen. Literarische Texte aus Franken. Neue Gesellschaft für Literatur Erlangen, Nevfel Cumart (Hrsg.), edition Hübscher Verlag, Bamberg 2012, S. 178, ISBN 978-3-924983-42-0.
- „Zählen“, „Fränkische Meditation“, „Steckerlaswald“. In: Im Winter der Zeit. Literatur aus Franken. Neue Gesellschaft für Literatur Erlangen, Nevfel Cumart (Hrsg.), edition Hübscher Verlag, Bamberg 2017, S. 186–188, ISBN 978-3-924983-59-8.

Sonstige Veröffentlichungen
- Adam Scharrer: Aus der Art geschlagen – Fränkische Dorfgeschichten. Bernd G. Bauske, Gudrun Vollmuth (Hrsg.), Kleebaum Verlag, Bamberg 2006, ISBN 978-3-930498-26-0.
- Adam Scharrer (1889–1948). In: Frankenland online. Zeitschrift für fränkische Landeskunde und Kulturpflege, 1998, S. 47–49. (PDF; 622 kB)
- Adam Scharrer vom fränkischen Hirtenjungen zum Arbeiterschriftsteller. Geschichtsheft Nr. 9, Neunkirchen am Sand 1998, E. Greubel, G. Vollmuth: S. 25, 27, 59, 66, 76.
- Adam Scharrer (1889–1948) – der Hirtensohn aus Kleinschwarzenlohe. In: Heimatkundliche Streifzüge, Schriftenreihe des Landkreises Roth, Heft 16, Roth 1997.

Schreibprojekte mit Schülern
- Haiku., 2000.
- Freundschaft ist wie ein Baum., 2006.
- Ich fühle das Glück., 2007.
- In Abenberg daheim., 2011.
- Fantasy ist überall! Von sprechenden Tieren, märchenhaften Wesen und Zaubersteinen., 2012.